# Kerkhof van Buisscheure

Het Kerkhof van Buisscheure is een gemeentelijke begraafplaats in de Franse gemeente Buisscheure in het Noorderdepartement. Het kerkhof ligt rond de Sint-Jan-de-Doperkerk in het dorpscentrum.

## Britse oorlogsgraf
Op het kerkhof ligt een Brits oorlogsgraf uit de Eerste Wereldoorlog. Het graf is geïdentificeerd en wordt onderhouden door de Commonwealth War Graves Commission. In de CWGC-registers is de begraafplaats opgenomen als Buysscheure Churchyard.